# Hita (król)

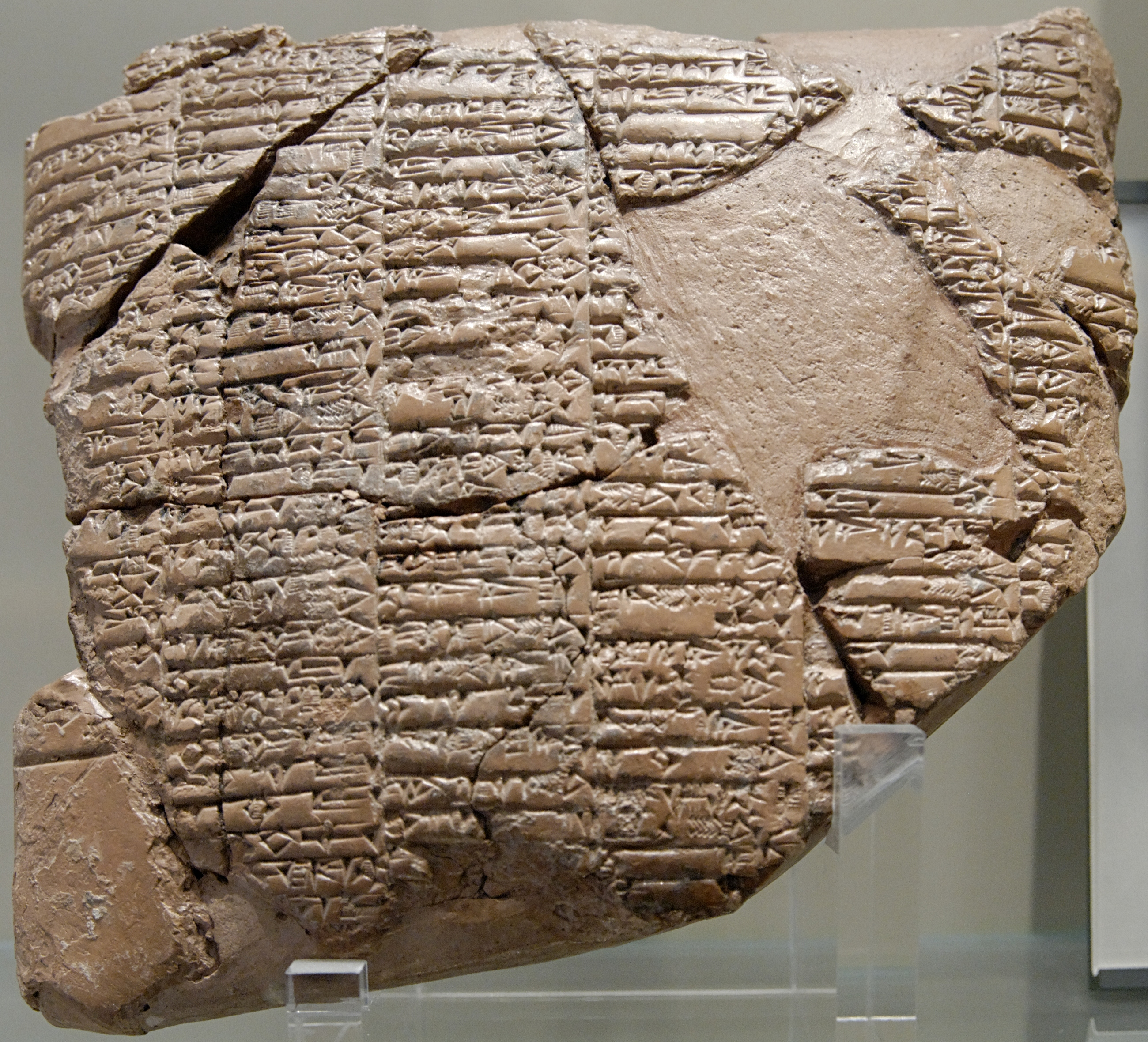
Gliniana tabliczka z traktatem pomiędzy Hitą a Naram-Sinem z Akadu; tekst spisany pismem klinowym w języku elamickim; zbiory Luwru.

Hita (ok. 2250 p.n.e.) – władca elamicki z dynastii z Awan, współczesny Naram-Sinowi z Akadu, z którym zawarł traktat, najprawdopodobniej w formie sojuszu skierowanego przeciw Gutejom. Kopia tego traktatu, będąca najstarszym znanym tekstem historycznym spisanym w języku elamickim, złożona została w świątyni boga Inszuszinaka w Suzie, gdzie odkryta została przez francuskich archeologów. 